# Ойбин
Ойбин (нем. Oybin, в.-луж. Ojbin) — община в Германии, в земле Саксония. Подчиняется административному округу Дрезден. Входит в состав района Гёрлиц. Подчиняется управлению Ольберсдорф. Население составляет 1534 человека (на 31 декабря 2010 года). Занимает площадь 18,29 км².
Община подразделяется на 4 сельских округа.

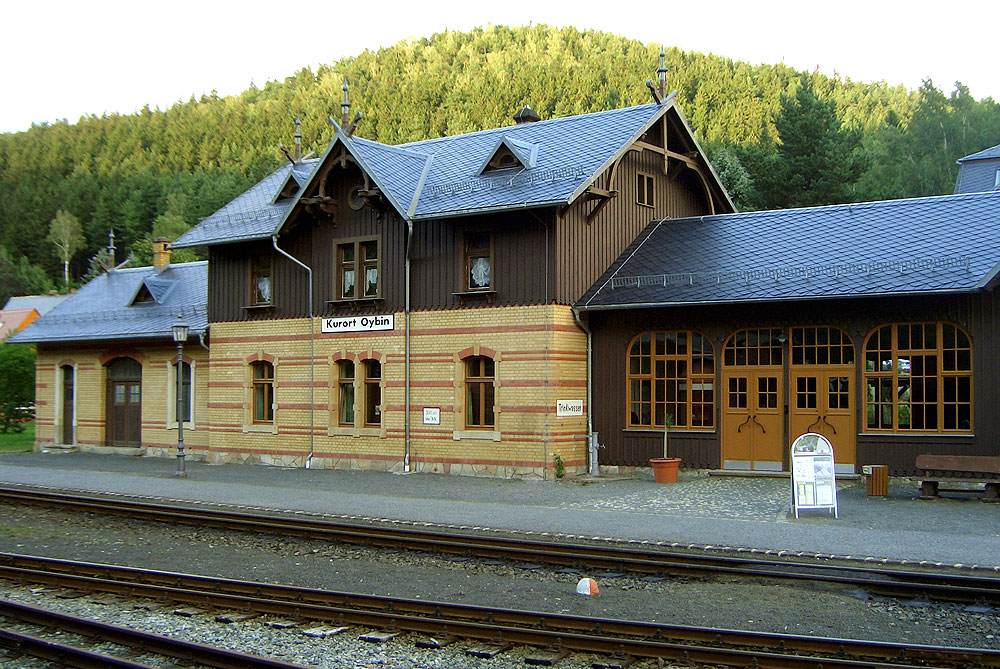
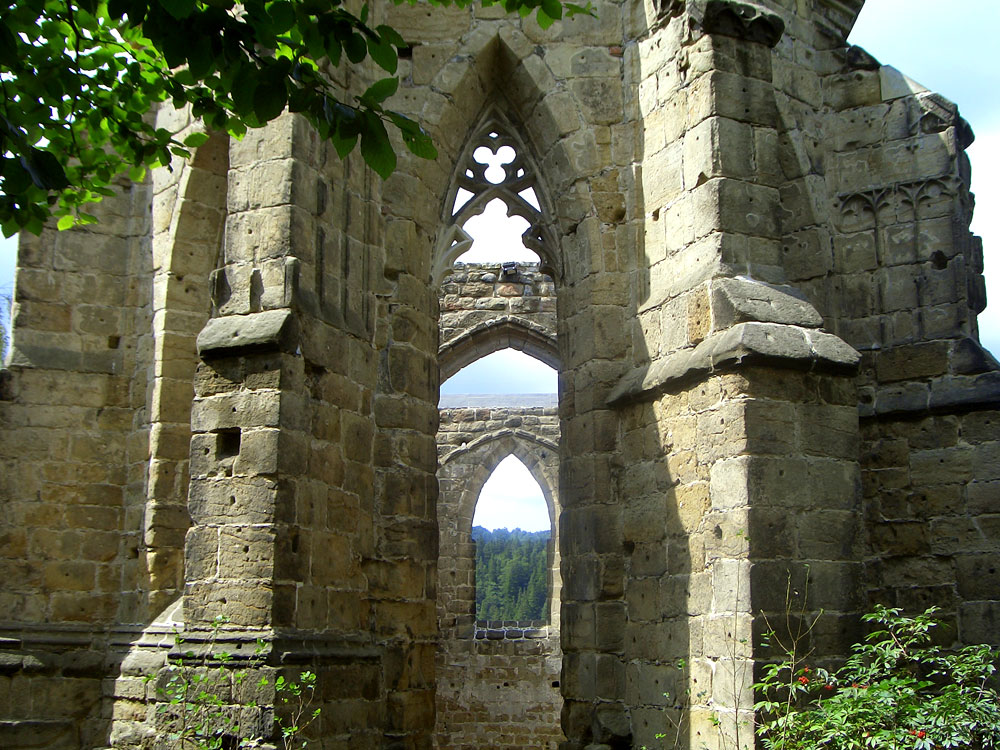
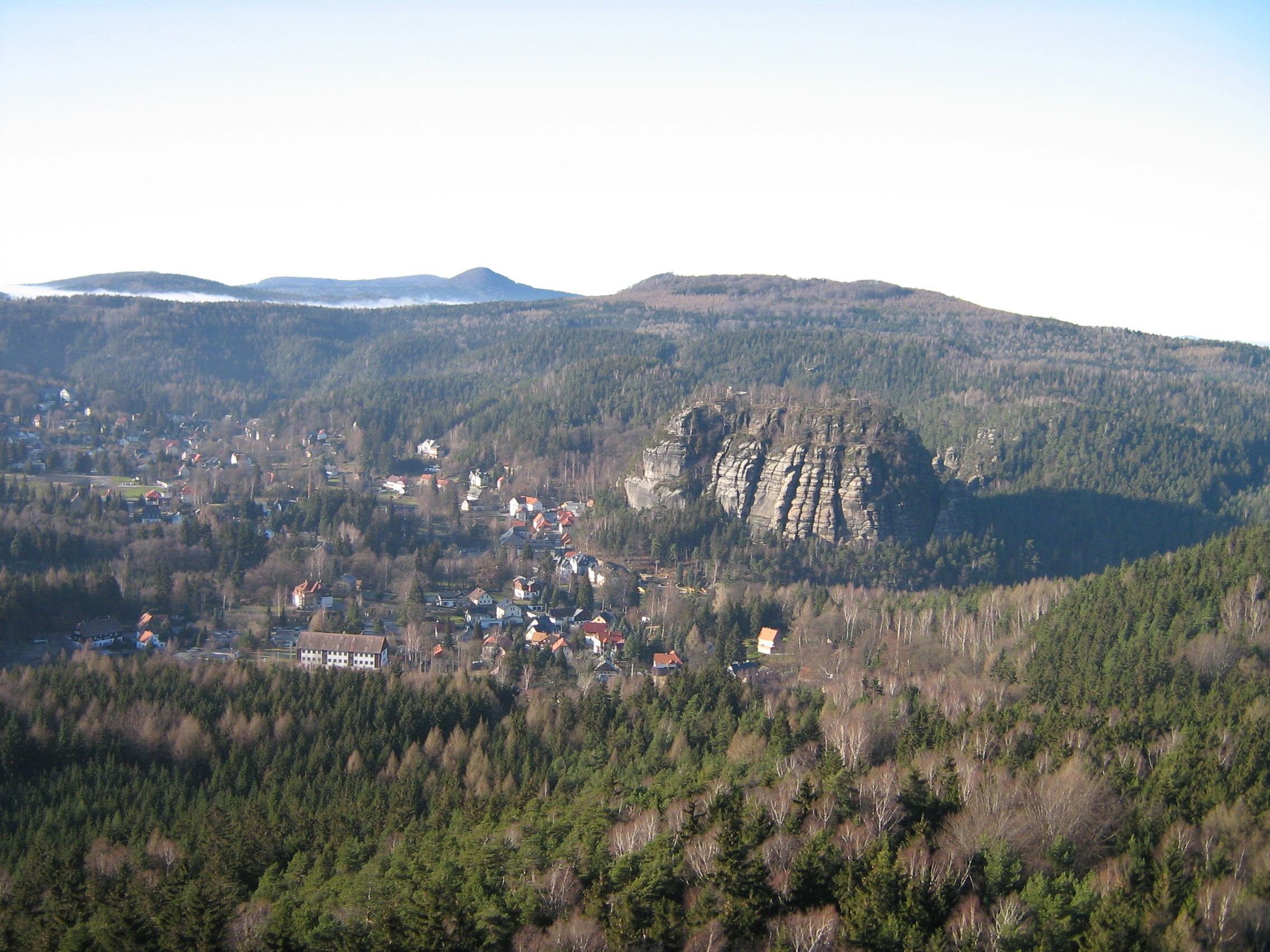
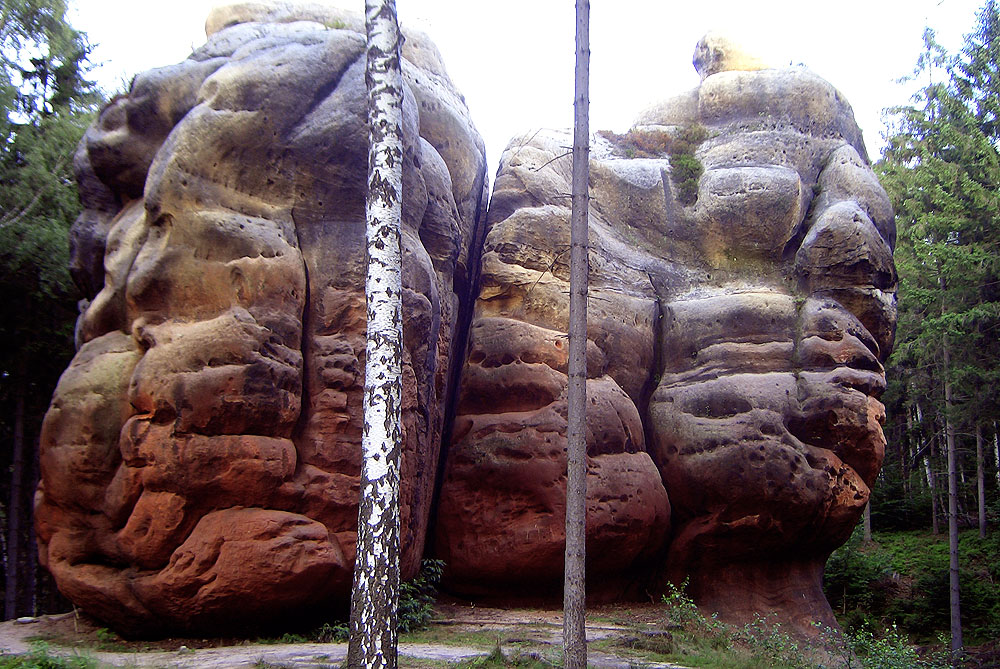

## Население
| Год  | Численность | Численность |
| ---- | ----------- | ----------- |
| 2017 | 1374        | [ 1 ]       |
| 2019 | 1374        | [ 3 ]       |
| 2021 | 1325        | [ 4 ]       |
| 2022 | 1307        | [ 5 ]       |
| 2023 | 1273        | [ 2 ]       |